# ハッピー・バースデイ (スティーヴィー・ワンダーの曲)
「ハッピー・バースデイ」(Happy Birthday) は、スティーヴィー・ワンダーが作詞・作曲、プロデュース、演奏を行った1981年のシングルである。ワンダーはマーティン・ルーサー・キング・ジュニアの誕生日を祝日にする社会活動のため、このシングルを制作した。この曲は、ワンダーのアルバム『ホッター・ザン・ジュライ』に収録された。

## 背景
この曲はワンダーの他の曲と同様にキーボード・シンセサイザーを目立たせる構成である。詞の中ではワンダーはキング牧師の誕生日を祝日とする案に反対がある事実に対して嘆いており、「平和は世界中で誉れ高いこと」と掲げてコーラスでキングへ「ハッピー・バースデイ・トゥ・ユー」と歌っている。祝日にすることで、キング牧師の夢である「すべての神の子供たちに対する愛と団結」の実現に近づくと提案している。
祝日化するための闘争をワンダーはこの歌を使ってキャンペーンを続け、1981年には記者会見を行った。アメリカ合衆国大統領のロナルド・レーガンは、1983年11月3日に祝日化する法案に署名した。最初の公式なマーティン・ルーサー・キング・ジュニアデーは、1986年1月20日（1月の第3月曜日）で、スティーヴィー・ワンダーをヘッドライナーとする大規模なコンサートが開催された。
シングルはアメリカのビルボード・ホット100に入ることができなかったが、イギリスではワンダーにとって最大のヒットとなり、全英シングルチャートで1981年8月に2位を記録した。
一部のアフリカ系アメリカ人の間では、誕生日を祝う際に「Happy Birthday to You」の代わりにこの曲が歌われることがある。
アメリカのジョージア州アトランタで開催された1996年の夏のオリンピックでは、近代オリンピック開催100周年を祝い、閉会式でスティーヴィー・ワンダーはこの曲を歌った。
ワンダーはアメリカン・アイドル・シーズン10にて、審査員のスティーヴン・タイラーの誕生日を祝うためにトップ11ファイナリスト達とこの曲を歌った。